# Great Barrier Island

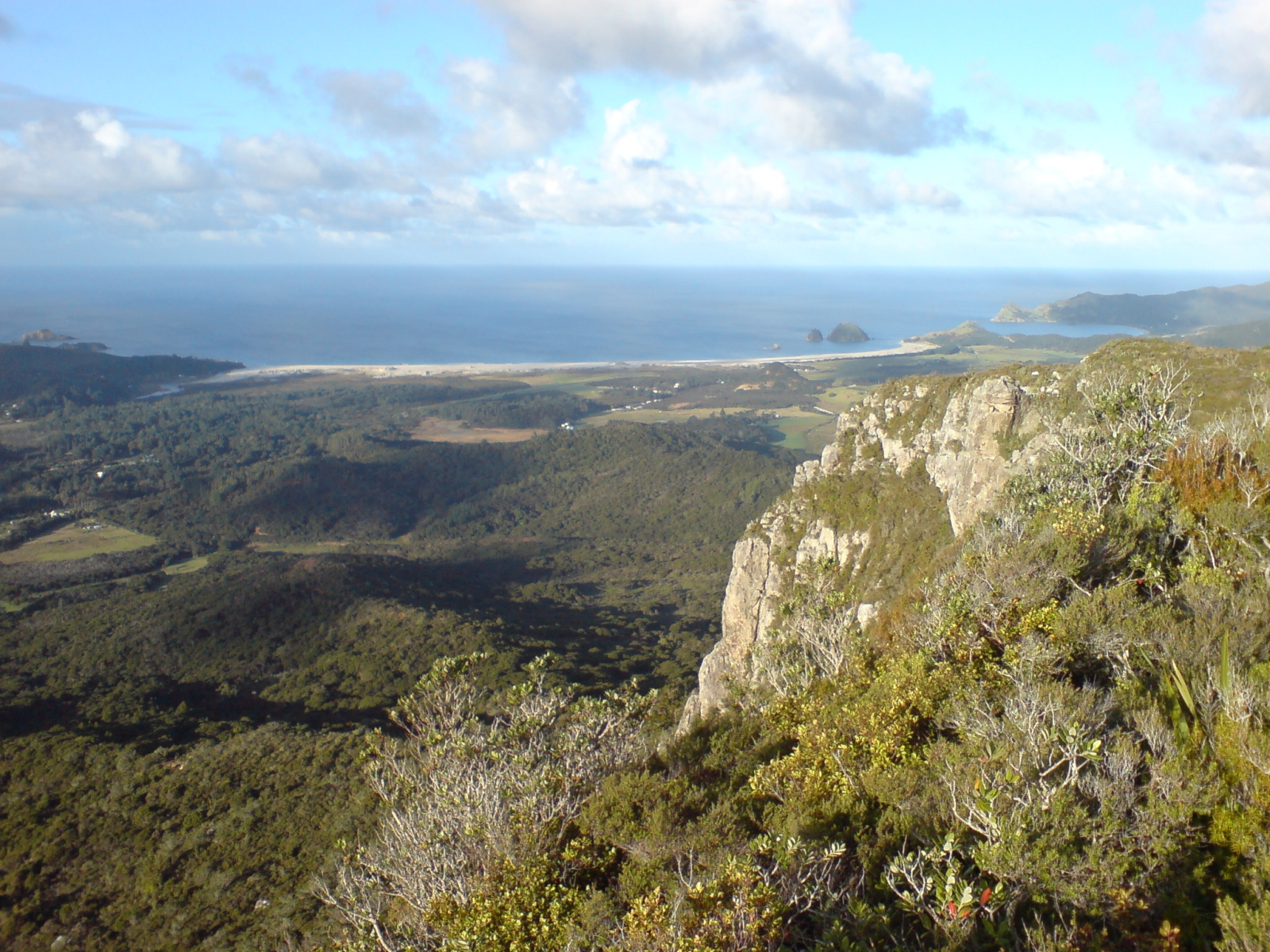
Vy mot östra kusten

Great Barrier Island är en ö i norra Nya Zeeland. Den ligger 88 kilometer nordöst om centrala Auckland, i yttre delen av Haurakigolfen. På maori heter den Aotea, vilket betyder "vitt moln". Den är Nya Zeelands sjätte största ö med en yta på 285 kvadratkilometer, och har 900 invånare spridda i olika kustbyar. Detta är den största ön i Haurakigolfen och dess högsta berg/kulle ligger på 621 m. den största byn på ön heter Port Fitzroy.